# Centre de la mer et des eaux
Centre de la mer et des eaux (Centrum moře a vod) bylo muzeum v Paříži. Nacházelo se v 5. obvodu v ulici Rue Saint-Jacques. Centrum bylo založeno roku 1978 jako součást Pařížského oceánografického ústavu. Centrum bylo zasvěceno podmořskému světu a jeho náplní bylo rozvíjet poznatky o mořích a oceánech. Jeho součástí byla rovněž odborná knihovna a sedm akvárií. Muzeum bylo po 32 letech provozu uzavřeno v roce 2010.